# Reserva Natural de Muraka
La Reserva Natural de Muraka és una àrea protegida situada al comtat d'Ida-Viru, que limita amb els municipis d'Alutaguse i Lüganuse. Des del 17 de juny de 1997, la Reserva Natural de Muraka s'ha inclòs a la llista de llocs Ramsar. La Reserva Natural de Muraka és un dels complexos de paisatge natural més grans d'Estònia. Es troba al territori del Parc Nacional d'Alutaguse. La superfície de la reserva és de 14.058,7 hectàrees.

## Història
La història de l'àrea protegida es remunta a l'any 1938, quan una part del complex de pantans de Muraka (la Reserva del Pantà de Ratva) va ser posada sota protecció, ja que hi nidificava l'àguila daurada. Amb una superfície de 1.100 hectàrees, era la més gran d'Estònia en aquell moment. L'any 1957 es va fundar l'Àrea de Conservació Botànico-Zoològica del Pantà de Muraka. La majoria de les fronteres i l'estatus de l'actual reserva natural es van confirmar l'any 1997 (amb una superfície de 13.059 hectàrees), i el 2007 es van actualitzar les regulacions de la reserva natural, fet que va comportar un lleuger augment de la seva superfície.

## Natura
La reserva natural es caracteritza pels seus aiguamolls; diverses torberes grans estan envoltades d'aiguamolls, pantans, molleres i rierols. A més, també hi ha zones de bosc verge. La reserva natural és una de les poques zones salvatges que queden al nord-est d'Estònia.A la reserva es presta especial atenció a la conservació del complex de pantans de Muraka-Ratva i la seva diversitat biològica, ja que és un refugi important per a diverses espècies d'animals.
A la reserva natural s'han distingit 18 zones de protecció amb objectius específics i 6 zones de restricció.
El falcó pelegrí, que altrament es veu rarament de forma regular a Estònia, sovint s'hi pot observar. També hi són presents l'esquirol volador siberià, el Cucujus cinnaberinus i el Boros schneideri. Al poble proper d'Oonurme, s'exhibeix una petita exposició permanent sobre la reserva natural al centre comunitari. A la mateixa reserva natural, també s'han preparat senders per als visitants interessats
Fins al 2009, l'administrador de la reserva va ser el Servei de Medi Ambient del Ministeri de Medi Ambient. Quan els serveis de medi ambient del Ministeri de Medi Ambient, el Centre Estatal de Conservació de la Natura i el Centre de Radiació es van reorganitzar el 2009, l'administrador de la reserva va passar a ser l'Agència de Medi Ambient.

## Galeria

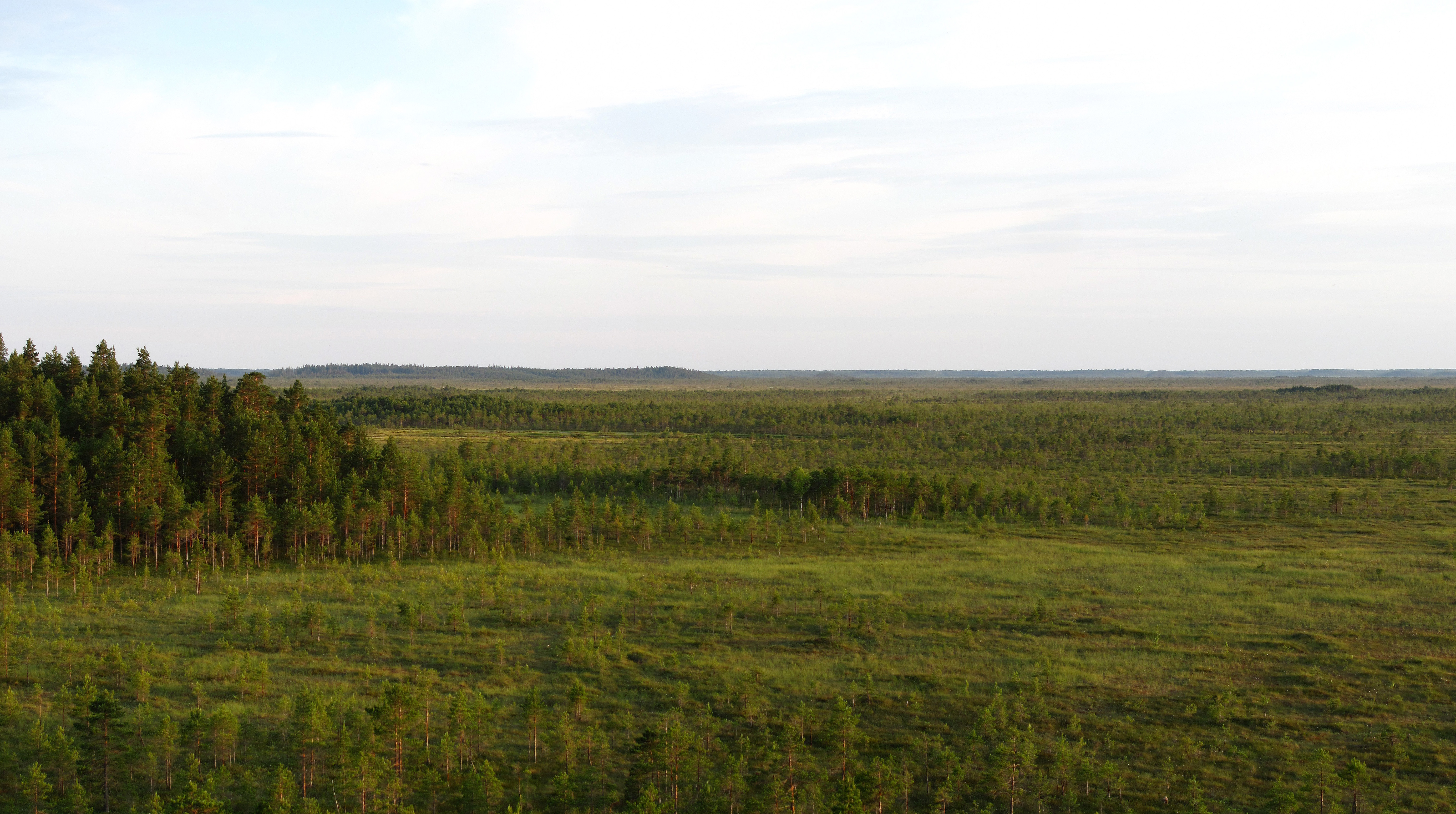
Pantà de Muraka
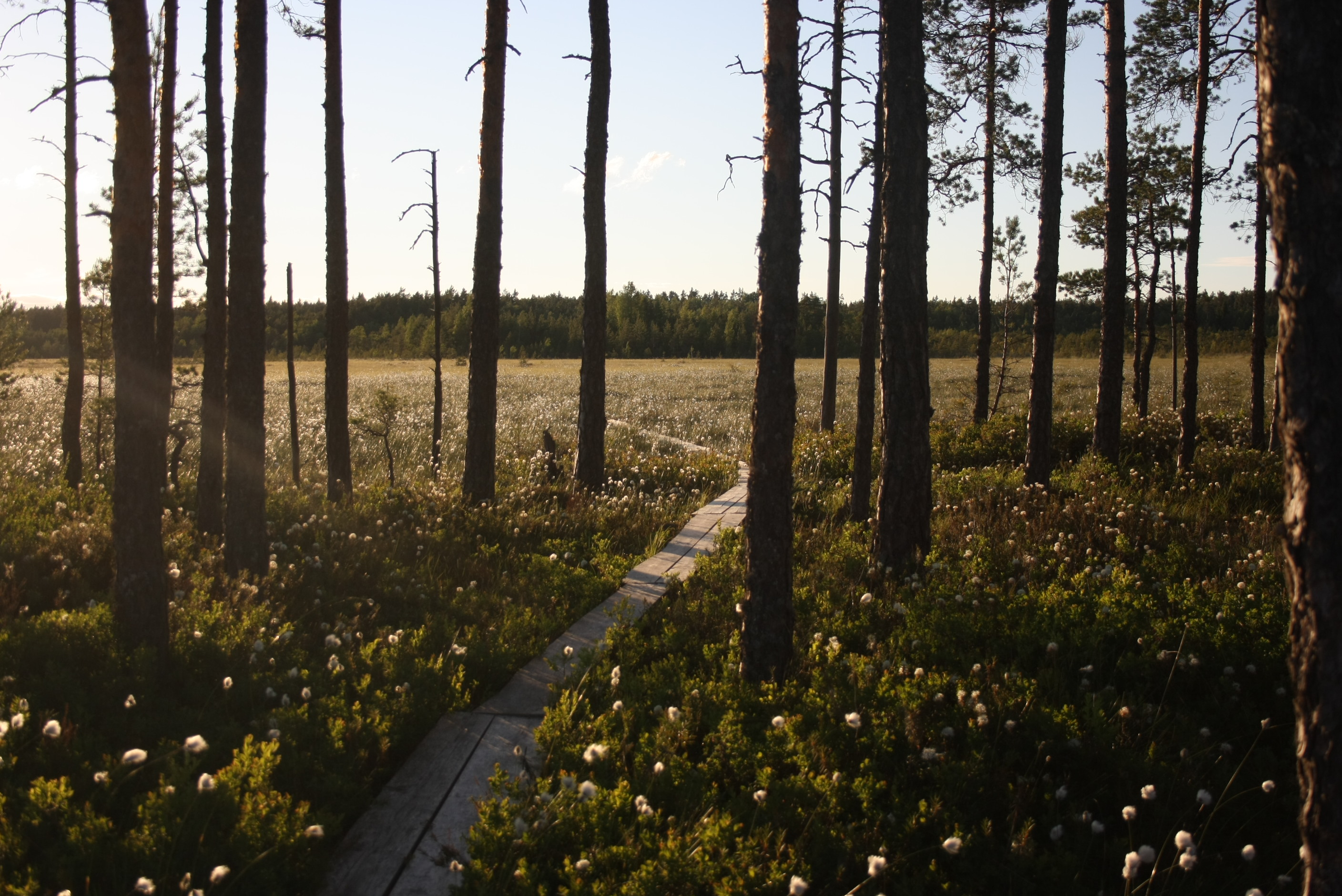
Pantà de Rüütli
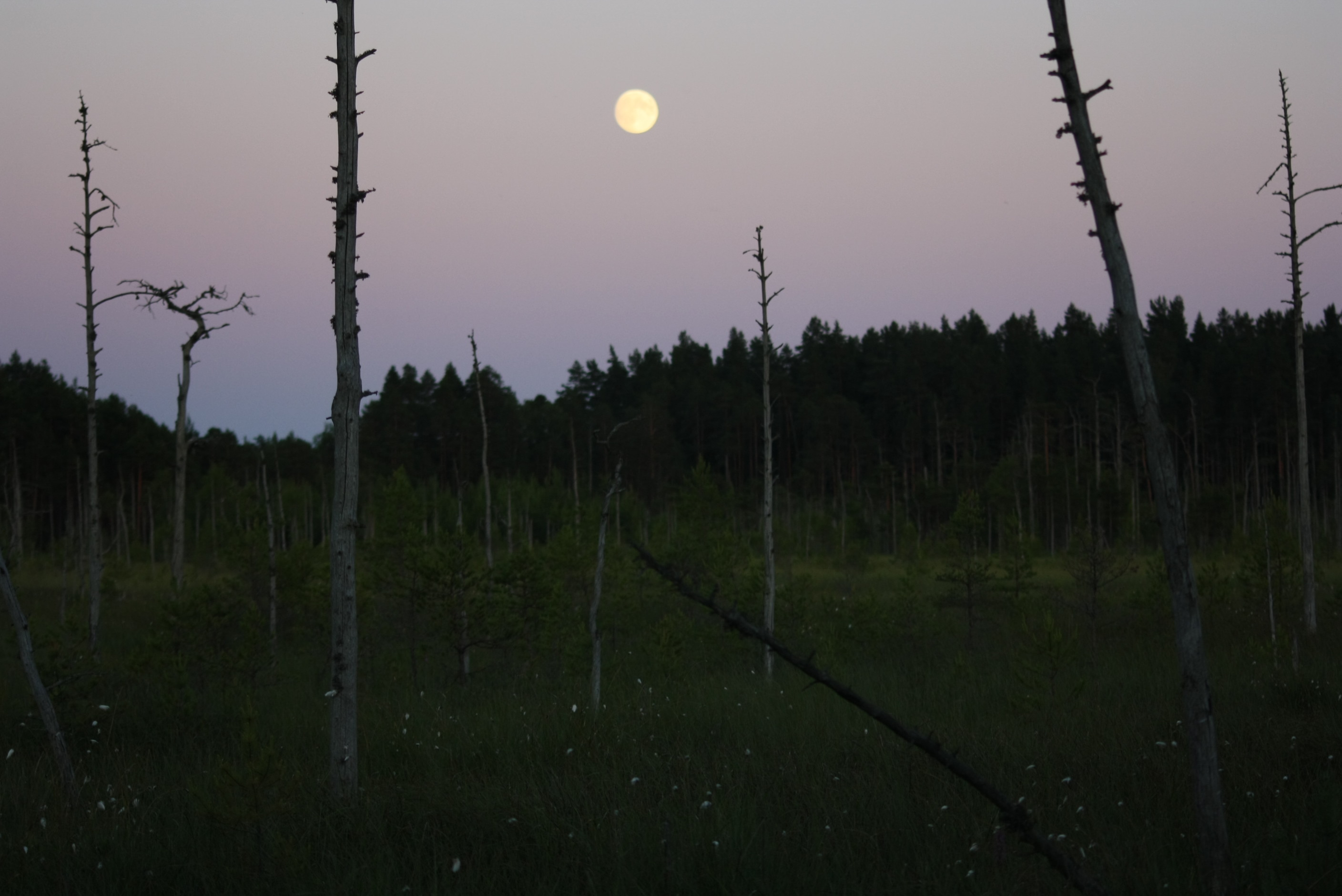
Pantà de Rüütli